# 凯莉·萨瑟顿
凯莉·萨瑟顿（英語：Kelly Sotherton，1976年11月13日—），英国女子田径运动员，主攻全能项目。她曾代表英国参加2004年和2008年夏季奥林匹克运动会田径比赛，获得三枚铜牌。